# Bioparco Cinofilo del Piemonte Orientale
Il Bioparco Cinofilo del Piemonte Orientale è un parco faunistico situato a Sarezzano, in provincia di Alessandria. Esteso su circa 40 ettari nelle colline tortonesi, è dedicato alla conservazione e valorizzazione di razze animali autoctone italiane, in particolare cani da lavoro e animali legati alla tradizione rurale.
Storia
Il progetto ha origine nel 2008, quando lo zoonomo Dario Capogrosso e la moglie Alisa fondarono l’allevamento Il Pastore Transumante. L’iniziativa nacque come maxi allevamento di cani da guardiania, finalizzato alla difesa delle greggi dal lupo e alla conservazione di razze storiche impiegate nella transumanza.
Con il tempo, l’allevamento si è trasformato in un Bioparco, ampliando la gamma di specie ospitate e ricreando habitat e condizioni di vita vicine a quelle tradizionali. L’obiettivo è divenuto quello di coniugare tutela della biodiversità, educazione ambientale e valorizzazione della memoria rurale italiana.
Collezione biologica
Il Bioparco ospita diverse razze autoctone italiane, tra cui:
- cani da guardiania: Pastore Maremmano-Abruzzese, Pastore della Sila;
- cani da lavoro: Lagotto Romagnolo (utilizzato per la ricerca del tartufo);
- capre: Girgentana, Nicastrese;
- ovini: pecora Sopravissana;
- equini: cavallo Murgese;
- asinini: asino di Martina Franca;
- camelidi: alpaca (introdotti nelle attività di pascolo e didattiche).

Le pratiche di gestione si basano sul rispetto delle caratteristiche etologiche e fisiologiche delle specie, riproducendo ruoli ed equilibri tipici delle comunità rurali storiche.
Attività
Il Bioparco propone attività didattiche e ricreative volte a sensibilizzare i visitatori sul valore della biodiversità. Tra le principali:
- Passeggiate con alpaca sulle colline tortonesi, spesso abbinate a degustazioni enogastronomiche;

- Esperienze di ricerca del tartufo con i Lagotti Romagnoli;

- Visite alla nursery canina;

- Visite didattiche;

- Eventi privati e feste di compleanno in compagnia degli animali.

La partecipazione alle attività è possibile solo su prenotazione.
Ruolo culturale e sociale
Il Bioparco Cinofilo del Piemonte Orientale si configura come un centro di tutela e divulgazione culturale, con l’obiettivo di preservare le razze animali italiane a rischio e diffondere la conoscenza delle tradizioni zootecniche. L’istituzione promuove inoltre la riflessione sul rapporto tra uomo, ambiente e animali, valorizzando il legame storico con la pastorizia e la transumanza.
Note
A Sarezzano l’oasi dove gli alpaca si possono coccolare e ti accompagnano nel trekking
Fattorie didattiche e parchi con animali da visitare con i bambini questa estate in Italia
Voci correlate
Transumanza
Cane da pastore maremmano abruzzese
Alpaca
Lagotto romagnolo
Razze canine italiane
Asino di Martina Franca
Biodiversità in Italia
Collegamenti esterni: 
https://bioparcocinofilo.it/